# Йохан XVII Кемерер фон Вормс
Йохан XVII Кемерер фон Вормс (на немски: Johann XVII Kämmerer von Worms; * 1392, Опенхайм; † 2 юли 1431, Булгневил) е немски благородник, „кемерер“, господар на Вормс-Далберг в Рейнланд-Пфалц, рицар и кмет на Опенхайм. Той взема допълнителното име фон Далберг.

## Биография
Той е син на Йохан X Кемерер фон Вормс († 1415) и втората му съпруга Анна фон Бикенбах († 1415), внучка на Конрад III фон Бикенбах († 1354), дъщеря на Конрад V фон Бикенбах Млади († 1393) и Маргарета фон Вайлнау († сл. 1390).
Йохан XVII Кемерер фон Вормс става през 1428 г. кмет на Опенхайм.Той е много богат и дава на заем 15 500 гулдена на курфюрст и архиепископ Конрад фон Майнц, който затова му залага Гермерсхайм и села наоколо.
През 1431 г. Йохан XVII е в контингент от около 500 рицари, които са изпратени от курфюрста на Пфалц Лудвиг III, да защитят интересите на неговия зет Рене I от фамилията Анжу за наследството на Херцогство Лотарингия. Множество от тях умират на 2 юли 1431 г. в битката при Булгневил.
Йохан XVII Кемерер фон Вормс е убит на 2 юли 1431 г. в битката при Булгневил в Лотарингия. Братовчед му Дитер IV Кемерер фон Вормс († 1453/1458) поема опекунството над непълнолетните му деца.

## Фамилия
Йохан XVII Кемерер фон Вормс се жени 1424 г. за Анна фон Хелмщат († 10 април 1466), дъщеря на Йохан (Ханс) фон Хелмщат († 1422), господар на Бишофсхайм-Грумбах, и Гуитгин (Гута) Кнебел фон Катценелнбоген (* ок. 1369). Тя е сестра на Райнхард фон Хелмщат († 1456), епископ на Шпайер (1438 – 1456). Те имат децата:
- Волфганг III Кемерер фон Вормс (* 4 септември 1426; † 20 септември 1476), от 1459 г. дворцов маршал на курфюрст Фридрих I фон Пфалц, женен 1444 г. за Гертруд Грайфенклау цу Фолрадс († 10 август 1502), дъщеря на Фридрих фон Грайфенклау (1401 – 1459) и Алайд фон Лангенау († ок. 1453)
- Филип I Кемерер фон Вормс (* 28 август 1428; † 3 май 1492), фрайхер на Далберг, основател на линията Хернсхайм, женен за Барбара фон Флерсхайм († 13 декември 1483), дъщеря на Фридрих фон Флерсхайм († 1473) и Маргарета фон Рандек († 1489)
- Гуда Кемерер фон Вормс-Далберг, монахиня в манастир Мариенберг при Бопард (1464)
- дъщеря Кемерер фон Вормс-Далберг, омъжена за Каспар фон Флекенщайн